# Tronc supérieur du plexus brachial
Le tronc supérieur du plexus brachial est la partie du plexus brachial formé par la jonction les racines antérieures des cinquième et sixième nerf cervicaux.
Il se divise en une division antérieure et postérieure.
Il donne successivement et directement les nerfs subclavier et supra-scapulaire.
Les nerfs axillaire, radial, musculo-cutané et médian contiennent des axones dérivés du tronc supérieur.